# Ruska Wieś Mała
Ruska Wieś Mała (dawniej niem. Klein Reuschendorf) – opuszczona osada w Polsce w województwie warmińsko-mazurskim, w powiecie mrągowskim, gmina Mrągowo.
Obecnie jest to teren obszaru geodezyjnego  Rydwągi.

## Historia
Wybudowanie (tak na Mazurach nazywano kolonie, zagrody wybudowane poza wsią, powstawały po separacji gruntów) powstałe po separacji około 1850 r. w obrębie wsi Ruska Wieś. Wybudowanie należało do gospodarza Herholz. Drugie, podobne wybudowanie zostało nazwane Nową Ruską Wsią (w okresie międzywojennym właściciel gospodarstwa Jatzkowski prowadził księgi rodowe swego stada krów). Osada Nowa Ruska Wieś w spisach urzędowych z 1973 r. należy do sołectwa Ruska Wieś.
Używana w dokumentach była także nazwa Mała Ruska Wieś. W 1914 osada należała do parafii w Szestnie. Według stanu na dzień 1 stycznia 1973 r. była to osada, należąca do sołectwa Rydwagi, gmina Mragowo.
W miejscu gdzie była niemiecka miejscowość Klein Reuschendorf na zdjęciu satelitarnym w Google brak zabudowy, na uprawie są ślady po zabudowaniach i zadrzewienia.